# Pyroklastischer Schildvulkan

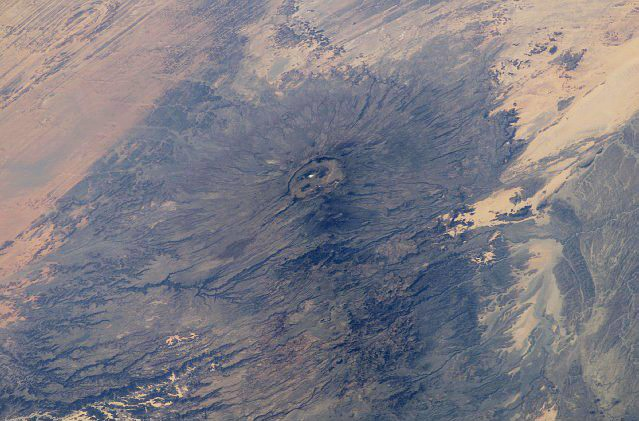
Emi Koussi im Tibesti-Gebirge

Ein pyroklastischer Schildvulkan ist eine nicht sehr verbreitete Variante eines Schildvulkans, dessen flache Flanken durch spätere explosive Eruptionen mit pyroklastischem Gestein bedeckt sind.

## Beispiele
- Ambrym, Vanuatu
- Apoyeque, Nicaragua
- Billy Mitchell, Bougainville, Papua-Neuguinea
- Emi Koussi, Tschad